# Eosimiidae
Os eossimiídeos foram os primatas simiiformes que compõe a família de basais extintos Eosimiidae, incluindo os gêneros Eosimias, Bahinia, Phenacopithecus e Phileosimias. Seus fósseis foram descobertos no Eoceno Superior e Oligoceno Inferior da Ásia meridional, principalmente no Paquistão, Tailândia e Myanmar. Acredita-se que sejam os ancestrais dos macacos.